# Долинское (Солонянский район)
Долинское (укр. Долинське) — село,
Александропольский сельский совет,
Солонянский район,
Днепропетровская область,
Украина.
Код КОАТУУ — 1225080509. Население по переписи 2001 года составляло 17 человек .

## Географическое положение
Село Долинское находится на расстоянии в 2 км от посёлка Тихое.
По селу протекает пересыхающий ручей с запрудой.